# Kulladals distrikt
Kulladals distrikt är ett distrikt i Malmö kommun och Skåne län. 
Distriktet ligger i södra Malmö. 

## Tidigare administrativ tillhörighet
Distriktet inrättades 2016 och utgörs av en del av området som till 1971 utgjorde Malmö stad och före 1931 en del av Fosie socken.
Området motsvarar den omfattning Kulladals församling hade 1999/2000 och fick 1969 efter utbrytning ur Fosie församling.